# سائورو بوفالینی
سائورو بوفالینی (ایتالیایی: Sauro Bufalini; ۲۸ آوریل ۱۹۴۱ – ۱ آوریل ۲۰۱۲) بازیکن بسکتبال اهل ایتالیا بود.
از باشگاه‌هایی که در آن بازی کرده‌است می‌توان به باشگاه بسکتبال پالاسانسترو وارزه اشاره کرد.